# Gilly-sur-Isère
Pour les articles homonymes, voir Gilly.
Gilly-sur-Isère [ʒili syʁ izɛʁ] est une commune française située dans le département de la Savoie, en région Auvergne-Rhône-Alpes.

## Géographie

### Localisation

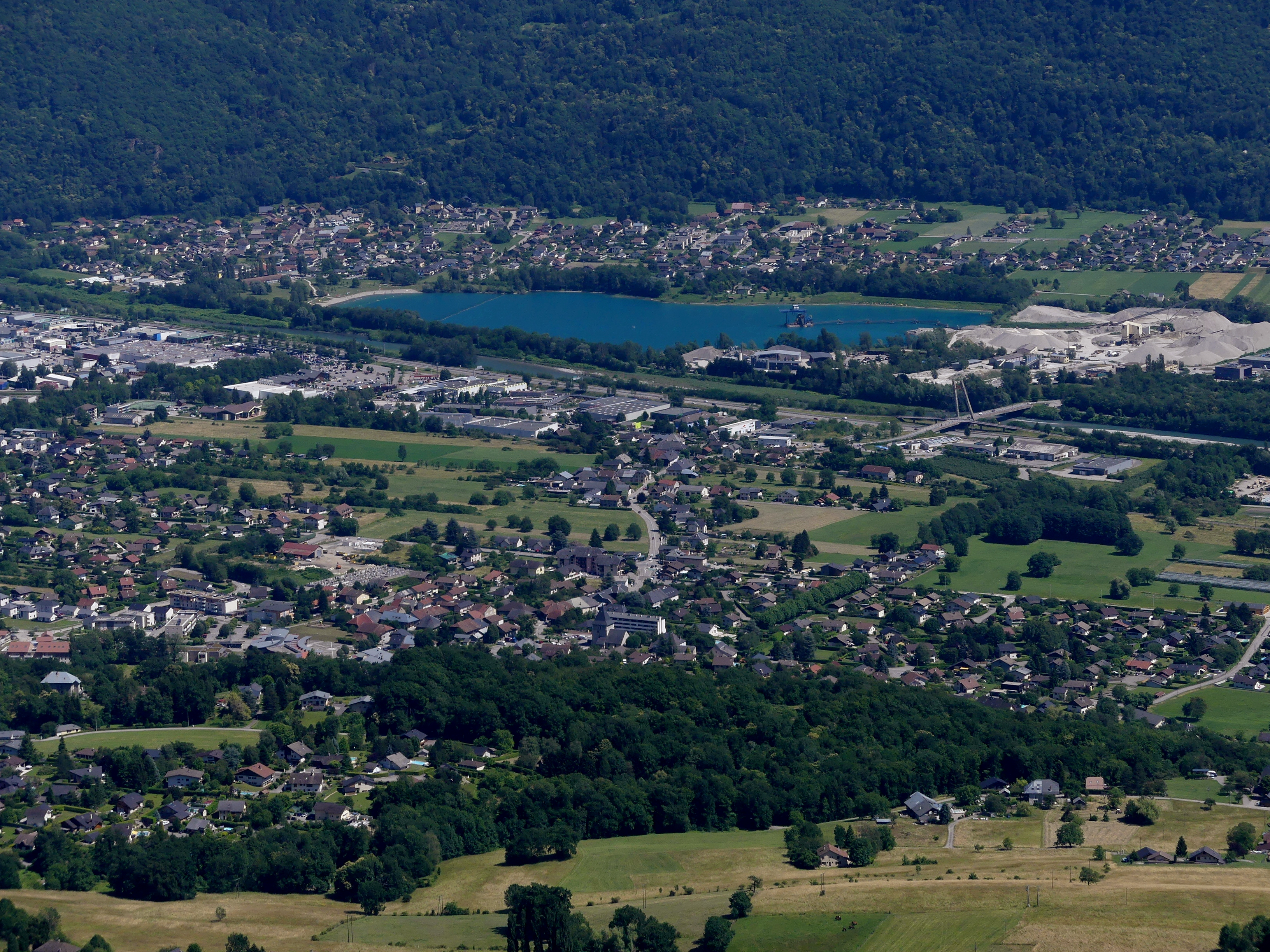
Gilly-sur-Isère vue au premier plan.

Gilly-sur-Isère se situe dans la partie nord de la combe de Savoie et majoritairement orienté à l'adret sous le massif des Bauges. La commune est limitrophe de la principale ville de la combe de Savoie, Albertville, sous-préfecture de Savoie.

### Hydrographie
Gilly-sur-Isère est traversée par l'Isère qui scinde la commune en deux :
- la rive-droite, qui regroupe le centre-village, de nombreux lotissements d'habitation et une grande zone commerciale ;
- la rive-gauche (Terre-Neuve) principalement industrielle, protégée par une digue contre les crues de l'Isère depuis le XIXe siècle.

Deux affluents de l'Isère parcourent également la commune, lieu de leur confluent : les Trois Nants, et le Chiriac. Un dernier cours d'eau, affluent des Trois Nants, est présent sur la commune : la Golette.
Le plan d'eau de Grignon, base de loisirs, est principalement situé sur la commune de Gilly-sur-Isère.

### Hameaux
- Aidier ;
- la Rachy ;
- le Nant des Martin ;
- la Montaz ;
- Vizeron ;
- Terre-Neuve.

### Voies de communication et de transport
Gilly-sur-Isère est traversée par la RN 90, principale voie d'accès aux vallées de la Tarentaise et de l'Arly.
La commune est également traversée par le chemin de fer reliant Albertville aux gares de Chambéry ou de Saint-Jean-de-Maurienne.

### Climat
Pour des articles plus généraux, voir Climat d'Auvergne-Rhône-Alpes et Climat de la Savoie.
En 2010, le climat de la commune est de type climat des marges montargnardes, selon une étude du Centre national de la recherche scientifique s'appuyant sur une série de données couvrant la période 1971-2000. En 2020, Météo-France publie une typologie des climats de la France métropolitaine dans laquelle la commune est exposée à un climat de montagne ou de marges de montagne et est dans la région climatique Alpes du nord, caractérisée par une pluviométrie annuelle de 1 200 à 1 500 mm, irrégulièrement répartie en été.
Pour la période 1971-2000, la température annuelle moyenne est de 10,9 °C, avec une amplitude thermique annuelle de 18,7 °C. Le cumul annuel moyen de précipitations est de 1 369 mm, avec 9,8 jours de précipitations en janvier et 9 jours en juillet. Pour la période 1991-2020, la température moyenne annuelle observée sur la station météorologique installée sur la commune est de 11,4 °C et le cumul annuel moyen de précipitations est de 1 353,7 mm,. Pour l'avenir, les paramètres climatiques de la commune estimés pour 2050 selon différents scénarios d'émission de gaz à effet de serre sont consultables sur un site dédié publié par Météo-France en novembre 2022.
| Mois                                  | jan.           | fév.          | mars            | avril           | mai             | juin         | jui.           | août           | sep.            | oct.            | nov.          | déc.          | année    |
| ------------------------------------- | -------------- | ------------- | --------------- | --------------- | --------------- | ------------ | -------------- | -------------- | --------------- | --------------- | ------------- | ------------- | -------- |
| Température minimale moyenne (°C)     | −2,8           | −2,1          | 1,5             | 4,5             | 8,7             | 12,3         | 14             | 13,8           | 10,2            | 6,2             | 1,2           | −1,9          | 5,5      |
| Température moyenne (°C)              | 1,7            | 3,3           | 7,8             | 11,3            | 15,3            | 18,9         | 20,7           | 20,5           | 16,4            | 12              | 6,1           | 2,3           | 11,4     |
| Température maximale moyenne (°C)     | 6,3            | 8,8           | 14,1            | 18              | 21,8            | 25,4         | 27,5           | 27,1           | 22,7            | 17,7            | 10,9          | 6,5           | 17,2     |
| Record de froid (°C) date du record   | −24 06.01.1985 | −19 05.02.12  | −10,5 01.03.05  | −4,3 01.04.1987 | −1,4 01.05.1984 | 0,8 01.06.06 | 4,9 05.07.1984 | 3,4 31.08.1995 | −1,4 26.09.02   | −6 30.10.1997   | −15 27.11.05  | −16 24.12.01  | −24 1985 |
| Record de chaleur (°C) date du record | 16,9 31.01.20  | 23 24.02.1990 | 26,2 22.03.1990 | 29,6 21.04.18   | 33,1 24.05.09   | 36 30.06.03  | 38,3 07.07.15  | 39 13.08.03    | 33,2 16.09.1986 | 29,8 03.10.1985 | 23,3 12.11.18 | 19,6 17.12.19 | 39 2003  |
| Précipitations (mm)                   | 135,9          | 105,8         | 108             | 92,7            | 109,1           | 104,8        | 100,3          | 107,5          | 97,3            | 109             | 125,5         | 157,8         | 1 353,7  |

## Urbanisme

### Typologie
Au 1er janvier 2024, Gilly-sur-Isère est catégorisée ceinture urbaine, selon la nouvelle grille communale de densité à sept niveaux définie par l'Insee en 2022.
Elle appartient à l'unité urbaine d'Albertville, une agglomération intra-départementale regroupant 17  communes, dont elle est une commune de la banlieue,,. Par ailleurs la commune fait partie de l'aire d'attraction d'Albertville, dont elle est une commune de la couronne,. Cette aire, qui regroupe 30 communes, est catégorisée dans les aires de 50 000 à moins de 200 000 habitants,.

### Occupation des sols
L'occupation des sols de la commune, telle qu'elle ressort de la base de données européenne d’occupation biophysique des sols Corine Land Cover (CLC), est marquée par l'importance des territoires artificialisés (42,8 % en 2018), en augmentation par rapport à 1990 (29,9 %). La répartition détaillée en 2018 est la suivante : 
zones agricoles hétérogènes (36,4 %), zones urbanisées (21,2 %), zones industrielles ou commerciales et réseaux de communication (9,4 %), espaces verts artificialisés, non agricoles (8,4 %), eaux continentales (8,1 %), forêts (6,9 %), terres arables (4,8 %), mines, décharges et chantiers (3,7 %), prairies (1 %).
L'IGN met par ailleurs à disposition un outil en ligne permettant de comparer l’évolution dans le temps de l’occupation des sols de la commune (ou de territoires à des échelles différentes). Plusieurs époques sont accessibles sous forme de cartes ou photos aériennes : la carte de Cassini (XVIIIe siècle), la carte d'état-major (1820-1866) et la période actuelle (1950 à aujourd'hui).

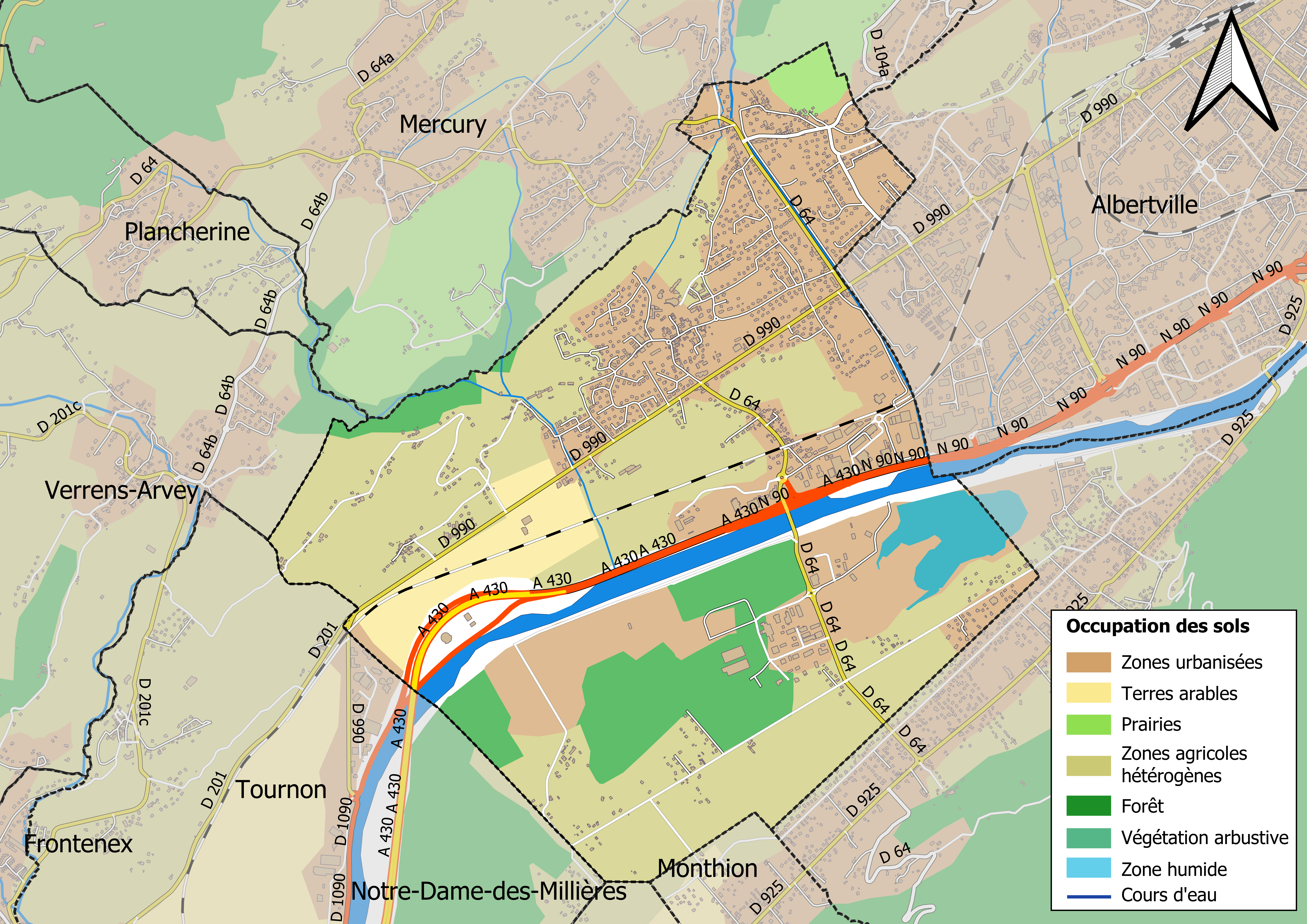
Carte des infrastructures et de l'occupation des sols en 2018 (CLC) de la commune.
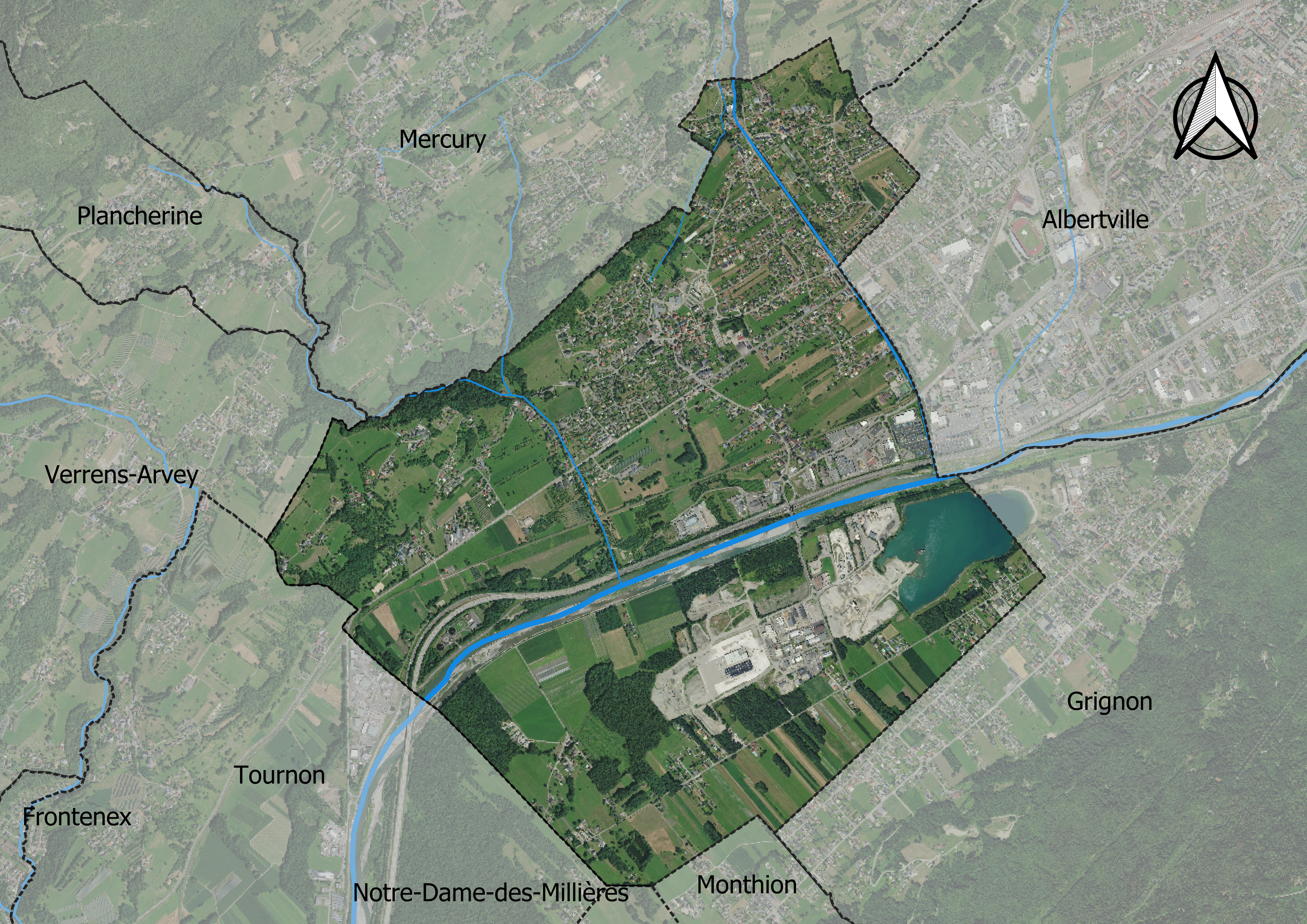
Carte orthophotogrammétrique de la commune.

### Infrastructures
- Bibliothèque ;
- École maternelle ;
- École élémentaire ;
- Piscine municipale ;
- Stand de tir ;
- Déchetterie ;
- Gravière ;
- Station d'épuration.

## Toponymie
Le nom officiel de la commune est Gilly-sur-Isère selon le Code officiel géographique français, depuis 1905. Le toponyme associe l'ancien nom de la commune, « Gilly », au syntagme « -sur-Isère », rivière s'écoulant sur son territoire, afin de la distinguer des communes homonymes.
Dans les documents médiévaux, Gilly est mentionnée sous les formes suivantes de Giliaco (vers 1170), Gilliacum (1265), de Giliaco (XIVe siècle),.
Le toponyme Gilly est formé du nom de propriétaire d'un domaine gallo-romain, Gillius, associé au suffixe -acum (domaine),.
En francoprovençal, le nom de la commune s'écrit Zèlyé selon la graphie de Conflans.

## Histoire
Gilly-sur-Isère se situe à proximité de l'antique voie romaine Milan-Vienne et de la station du « portorium » Ad Publicanos (Albertville). Dès le XIXe siècle, plusieurs vestiges gallo-romains (villas, sanctuaire dédié à Mercure…) ont ainsi été mis au jour.
Situé en partie sur le lit de la rivière, le territoire a connu onze crues majeures au cours de la période allant de 1770 à 1859. Les crues de 1817 puis 1859 ont été particulièrement importantes puisque c'est à leur suite qu'a abouti le projet d'endiguement de la rivière.

## Politique et administration

### Liste des maires
| Période                                  | Période                   | Identité          | Étiquette | Qualité |
| ---------------------------------------- | ------------------------- | ----------------- | --------- | --- |
| mars 1965                                | juin 1995                 | Pierre Poupelloz, |           | Maire honoraire |
| Les données manquantes sont à compléter. |                           |                   |           | |
| mars 2001                                | En cours (au 29 mai 2020) | Pierre Loubet     | PS        | Fonctionnaire Conseiller général du canton d'Albertville-Sud (2011 → 2015) Vice-président (2008 → 2014) puis conseiller communautaire (2014 → 2016) de la Co.RAL 8e vice-président de la CA Arlysère (2020 → ) Réélu pour le mandat 2020-2026 |

## Communes homonymes

Évocation des quatre autres Gilly dans la station de métro « Gilly » (Charleroi)
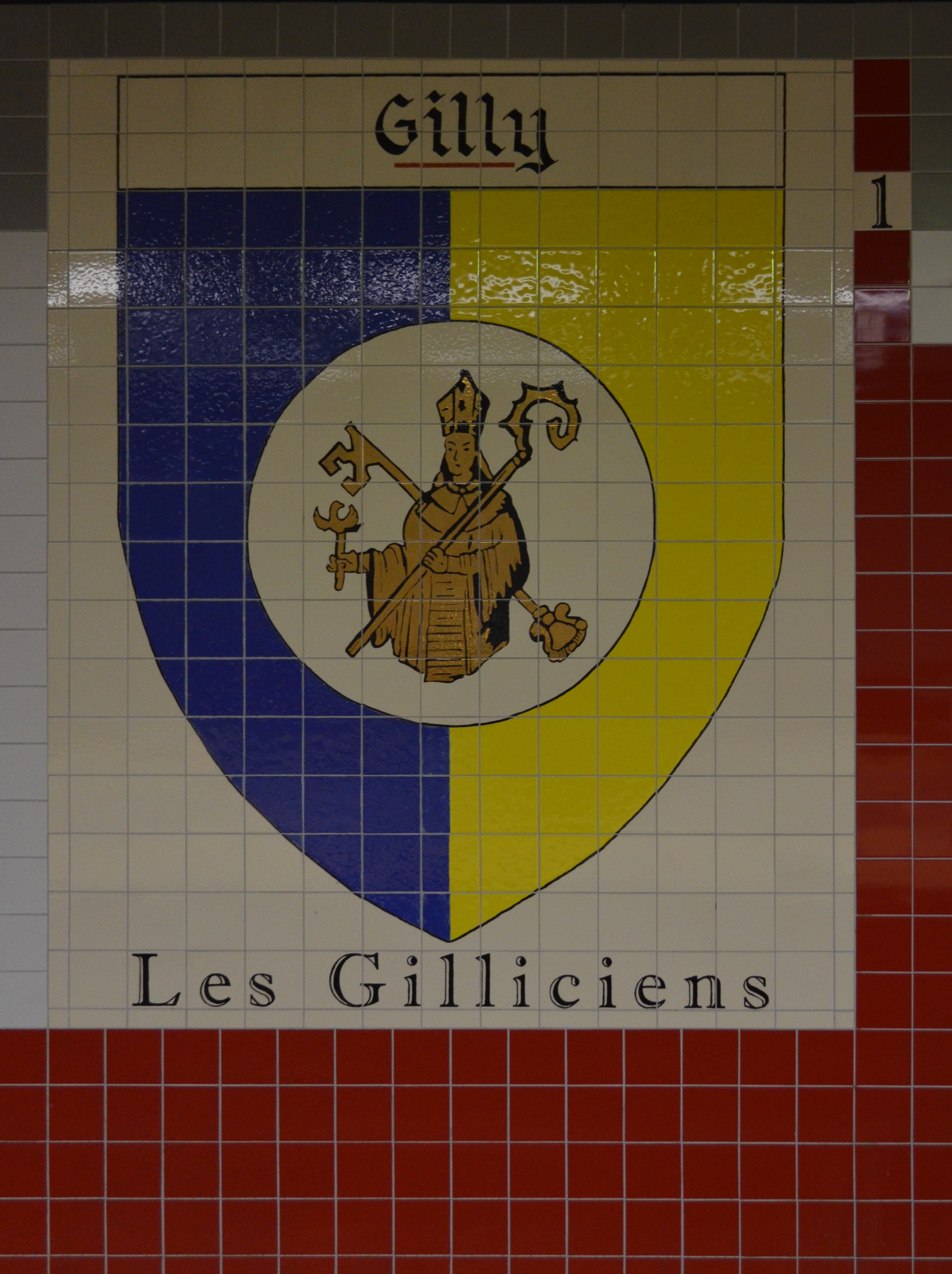
Gilly (Belgique).
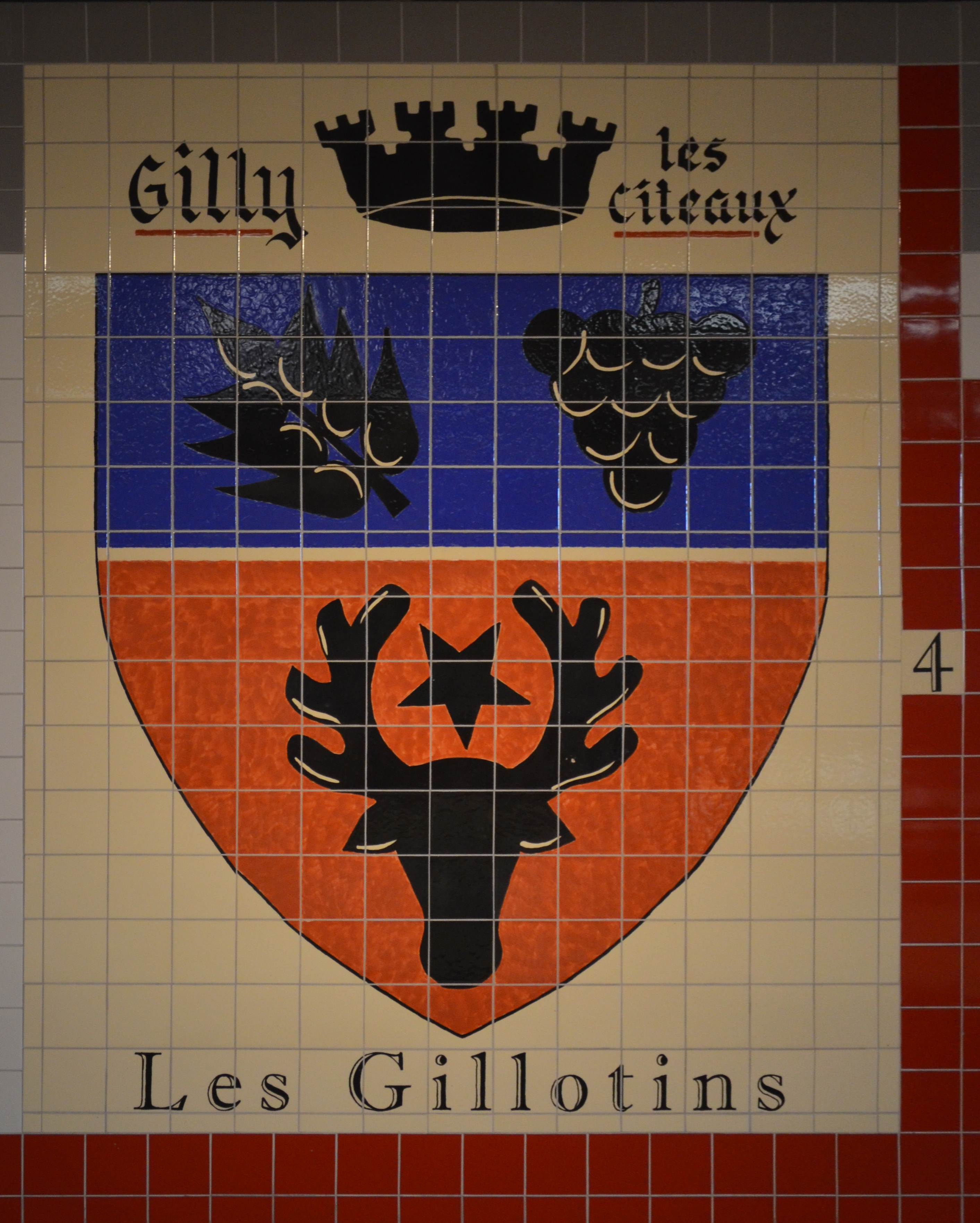
Gilly-lès-Cîteaux (France).
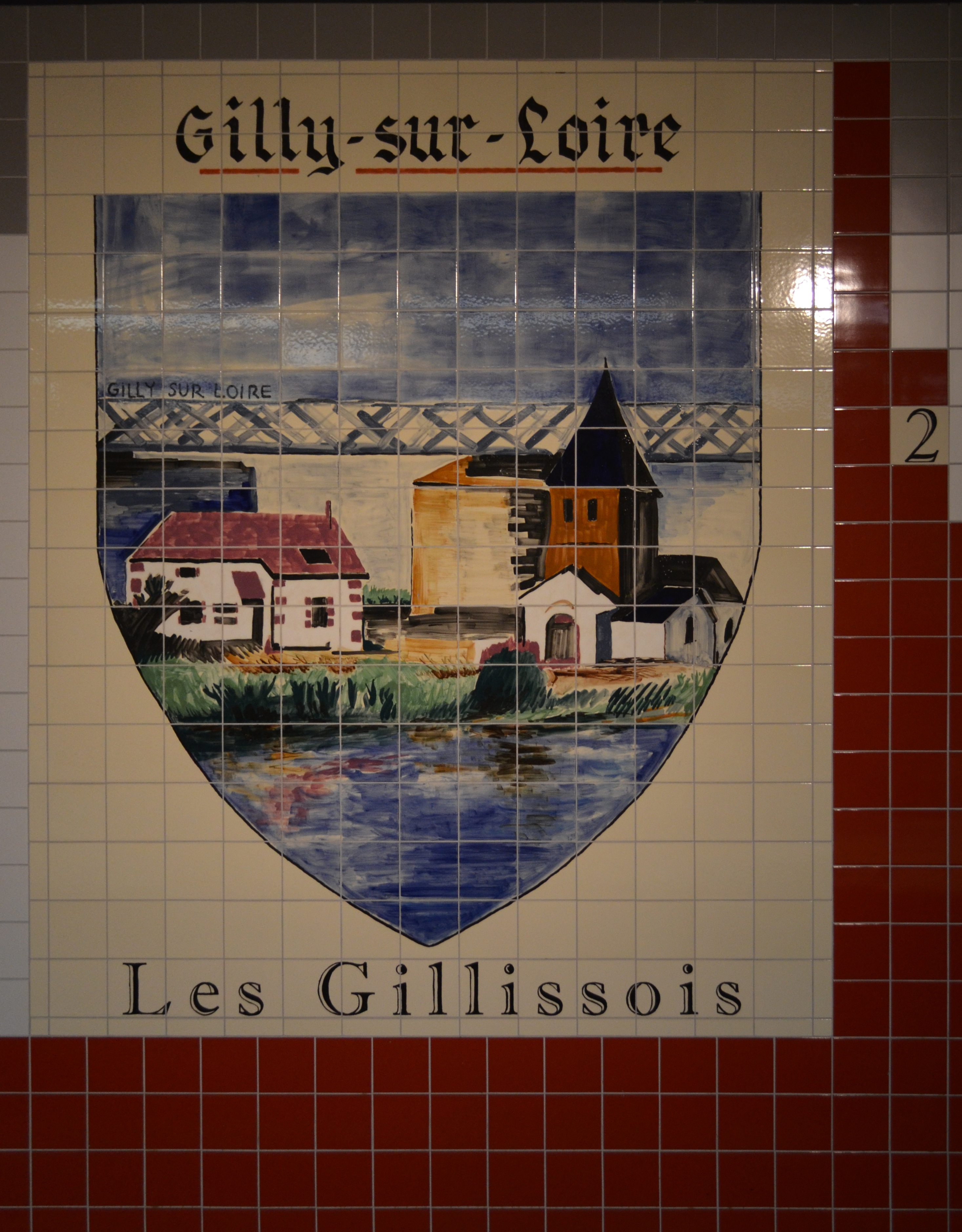
Gilly-sur-Loire (France).
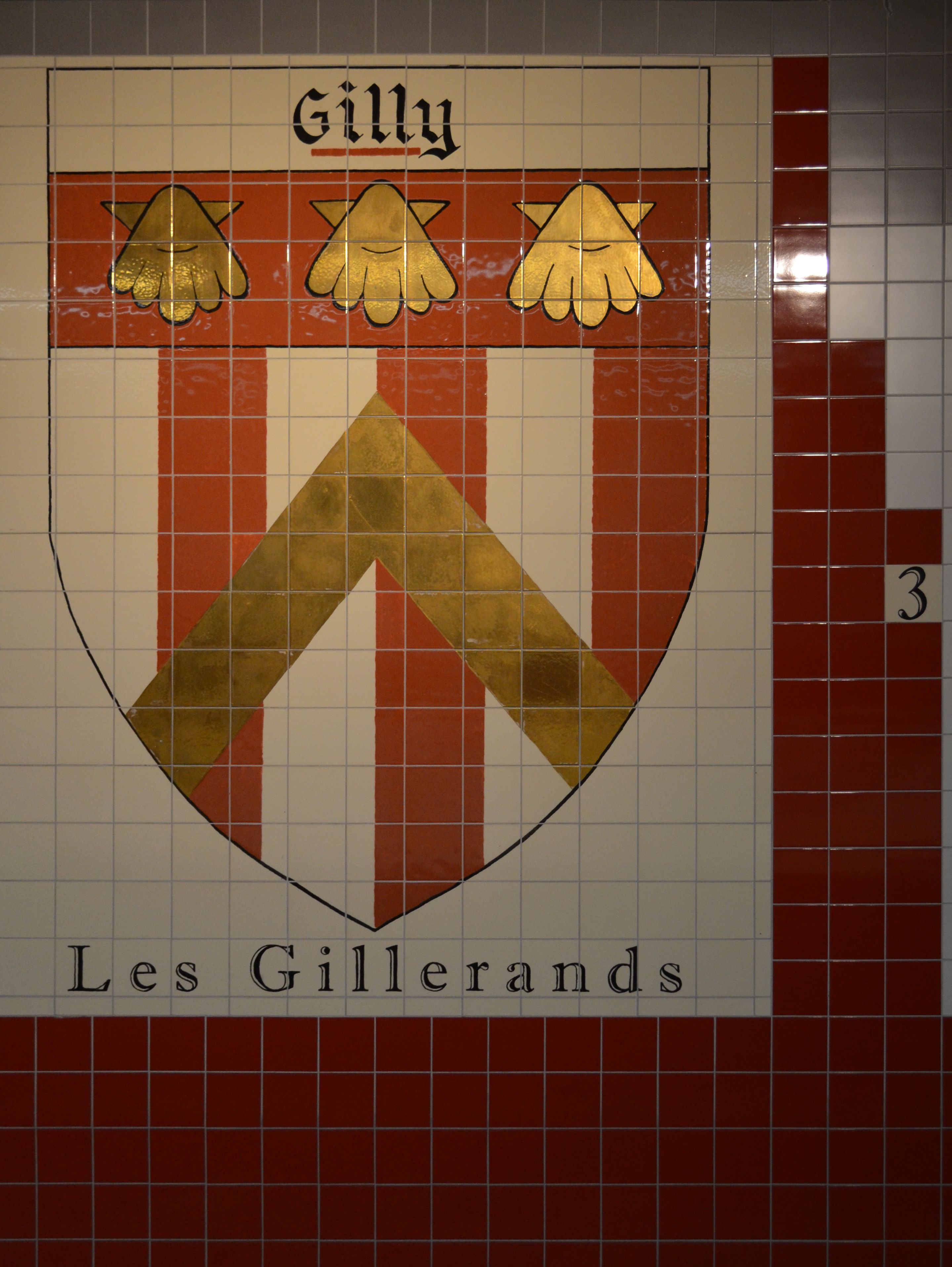
Gilly (Suisse).

## Démographie
Ses habitants sont appelés les Gillerains,.

L'évolution du nombre d'habitants est connue à travers les recensements de la population effectués dans la commune depuis 1793. Pour les communes de moins de 10 000 habitants, une enquête de recensement portant sur toute la population est réalisée tous les cinq ans, les populations de référence des années intermédiaires étant quant à elles estimées par interpolation ou extrapolation. Pour la commune, le premier recensement exhaustif entrant dans le cadre du nouveau dispositif a été réalisé en 2008.

En 2022, la commune comptait 3 109 habitants, en évolution de +3,74 % par rapport à 2016 (Savoie : +3,63 %, France hors Mayotte : +2,11 %).
| 1793 | 1800 | 1806 | 1822 | 1838 | 1848 | 1858 | 1861 | 1866 |
| ---- | ---- | ---- | ---- | ---- | ---- | ---- | ---- | ---- |
| 548  | 617  | 716  | 760  | 753  | 768  | 764  | 775  | 748  |

| 1872 | 1876 | 1881 | 1886 | 1891 | 1896 | 1901 | 1906 | 1911 |
| ---- | ---- | ---- | ---- | ---- | ---- | ---- | ---- | ---- |
| 756  | 732  | 711  | 707  | 684  | 660  | 641  | 632  | 636  |

| 1921 | 1926 | 1931 | 1936 | 1946 | 1954 | 1962 | 1968  | 1975  |
| ---- | ---- | ---- | ---- | ---- | ---- | ---- | ----- | ----- |
| 656  | 650  | 652  | 687  | 719  | 815  | 834  | 1 008 | 1 349 |

| 1982  | 1990  | 1999  | 2006  | 2008  | 2013  | 2018  | 2022  | - |
| ----- | ----- | ----- | ----- | ----- | ----- | ----- | ----- | - |
| 1 829 | 2 320 | 2 457 | 2 754 | 2 841 | 2 878 | 3 029 | 3 109 | - |

## Économie

### Industries et Commerces

#### Zone de Terre Neuve

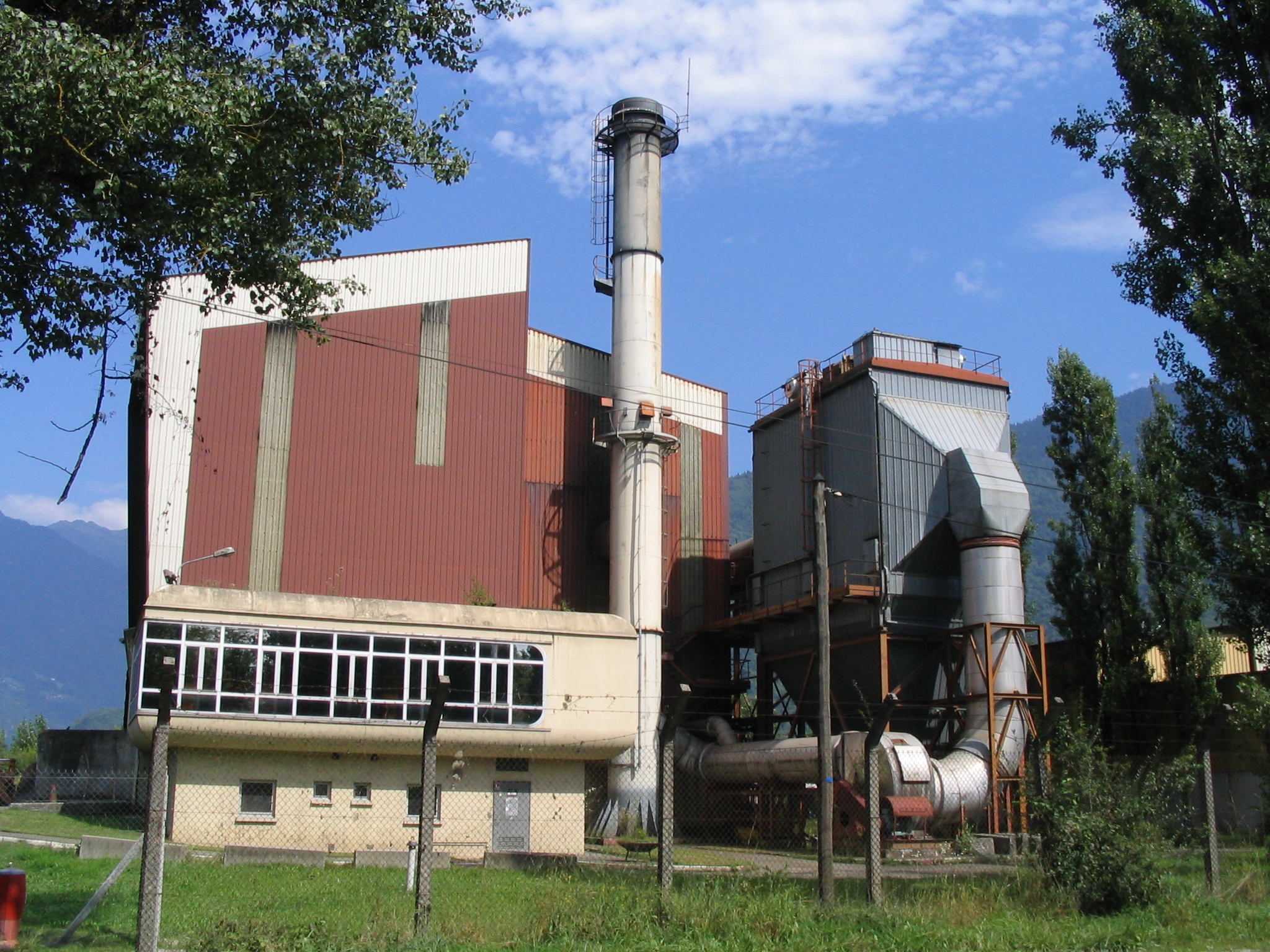
L'incinérateur de Gilly-sur-Isère.

Une usine d'incinération des déchets ménagers a été mise en service en 1984 à Gilly-sur-Isère, fermée en 2001 puis démolie en 2008. Elle a été exploitée par les collectivités locales de la région d'Albertville réunies dans le syndicat intercommunal chargé du traitement des déchets (Simigeda). L'usine a suscité une vive polémique en raison de son non-respect des normes de rejets de polluants (en particulier dioxines) qui ont en outre été rendues beaucoup plus exigeantes au niveau européen depuis 2005. Toutefois aucun lien entre une éventuelle surmortalité qui aurait été liée à cet historique ancien d'émissions polluantes n'a pu être mis en évidence. Les procédures engagées par diverses associations et instruites par la juge Hélène Gerhards, notamment Greenpeace, ont ainsi abouti à un non-lieu. Enfin l'Institut national de veille sanitaire a effectué une étude approfondie de ce cas emblématique des pollutions qu'ont pu générer d'anciens incinérateurs aujourd'hui fermés. Néanmoins, un rapport de 2008, du même organisme, intitulé « Étude d'incidence des cancers à proximité des usines d’incinération d'ordures ménagères » conclut (pour d'autres sites) à une incidence de certains types de cancers dépassant de 7 à 23 % la valeur de référence.

## Culture locale et patrimoine

### Lieux et monuments

#### Villa gallo-romaine
Découverte en 1970, les vestiges de la villa gallo-romaine font l’objet d’une inscription au titre des monuments historiques depuis le 26 novembre 1984. Des fouilles ont été réalisées sur l'emplacement, de 1975 à 1990.
Certaines découvertes sont exposées[réf. souhaitée] au musée d'Albertville (situé à Conflans).

#### Église
En 1210, la paroisse de Gilly est desservie par des chanoines réguliers de Saint-Augustin sous l’autorité d’un prieur. Le prieuré bien que supprimé de fait en 1263 est connu jusqu’à la révolution. Le chœur de l’église date de la période gothique. Au XVIIe siècle, la fenêtre du chevet est murée pour placer un retable (cette fenêtre a été rouverte en 1960). Les nefs sont construites en 1672. Le toit du clocher est reconstruit dans les années 1980.
Aujourd'hui, l'église de Gilly fait partie de la paroisse Saint-Bernard-lès-Tamié, regroupant 4 communautés locales : Gilly-sur-Isère, Mercury-Gemilly, Pallud et Plancherine.

#### Château de Gilly
Le château de Gilly fut construit en 1630 et a appartenu à la famille de Gilly. Au XVe siècle, on compte dans cette famille des évêques de Verceil, et surtout Bertrand de Gilly qui est écuyer du duc de Savoie, Philibert le Beau.

#### Pont de Gilly

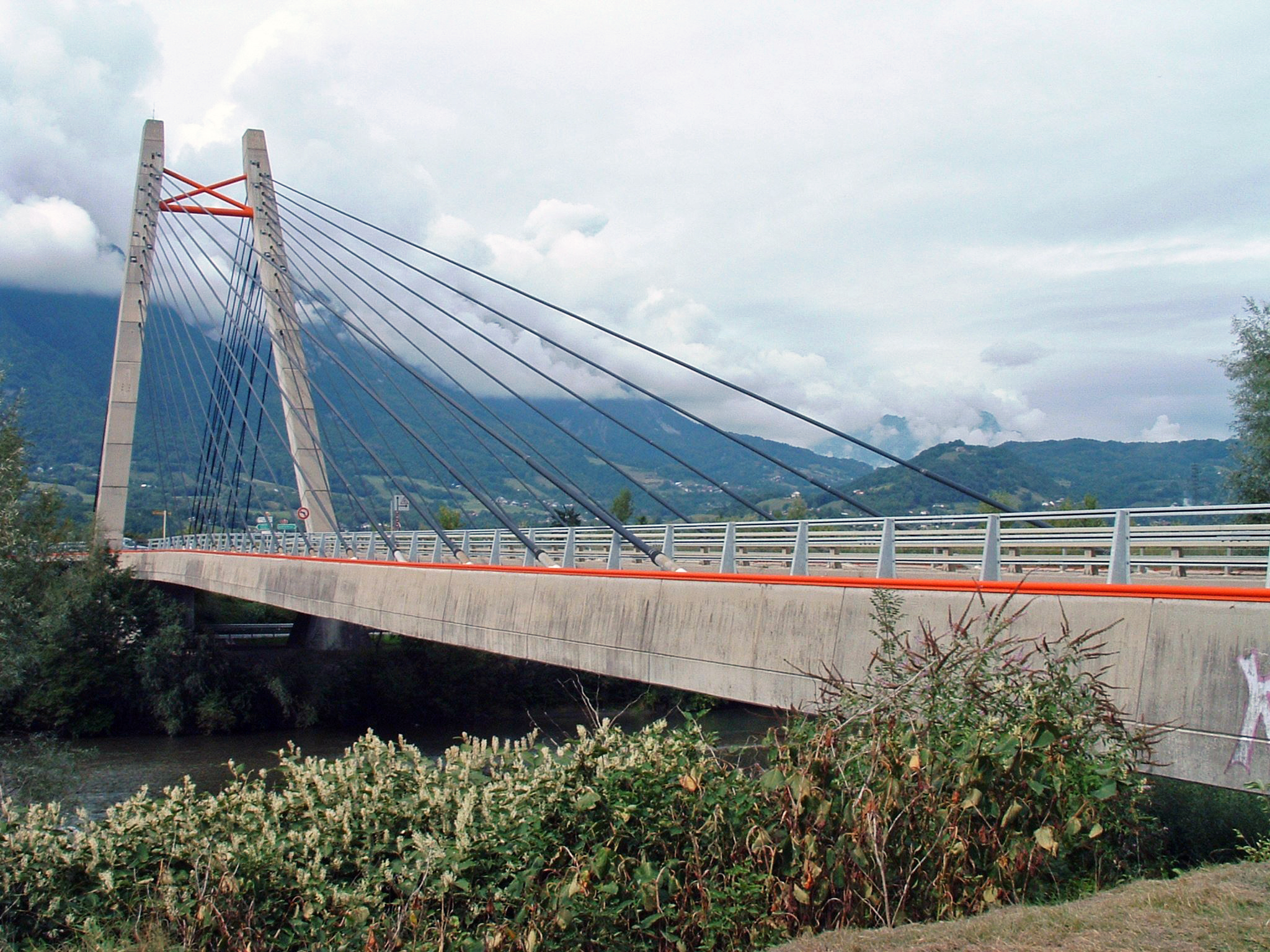
Pont de Gilly sur l'Isère.

Le pont de Gilly a été réalisé en 1990 afin d'améliorer les voies d'accès routier et autoroutier pour les XVIe jeux olympiques d'hiver qui se sont déroulés à Albertville en 1992.
Cet ouvrage est un pont à haubans dont les câbles ont temporairement et pour l'occasion revêtu les couleurs du logo de la région Rhône-Alpes de l'époque.
Le tablier du pont au-dessus de l'Isère a été construit parallèlement à l'Isère et mis à sa place définitive par rotation autour d'un des pieds du pylône par l'entreprise Razel suivant une méthode mise au point par Michel Placidi. La travée au-dessus de l'Isère a une portée de 102 mètres et la travée arrière a 60 mètres de portée. Deux travées d'accès, perpendiculaires au tablier principal, sont réalisées après sa rotation et sa mise en place définitive.

#### Autres
- Maison forte Sondaz olim maison forte de la famille de Gilly ; bâti au XVe siècle, elle est restaurée en 1673.

### Personnalités liées à la commune
- La Famille de Bertrand porta le titre de baron de Gilly.

### Héraldique
| Blason de Gilly-sur-Isère | Blason  | D’or à trois fasces de gueules, à la bande d’argent chargée de trois canettes d’azur becquées et membrées de gueules, brochant sur le tout. |
| Blason de Gilly-sur-Isère | Détails | Le statut officiel du blason reste à déterminer.                                                                                            |